# Ruillé-Froid-Fonds
Pour les communes homonymes, voir Ruillé.
Ruillé-Froid-Fonds est une commune française, située dans le département de la Mayenne en région Pays de la Loire, peuplée de 575 habitants.
La commune fait partie de la province historique de l'Anjou (Haut-Anjou).

## Géographie
La commune est située dans le Sud-Mayenne.
| Villiers-Charlemagne | Villiers-Charlemagne, Le Bignon-du-Maine (sur quelques dizaines de mètres) | Saint-Charles-la-Forêt                                               |
| Villiers-Charlemagne | Ruillé-Froid-Fonds                                                         | Saint-Charles-la-Forêt, Gennes-Longuefuye (comm. dél. de Longuefuye) |
| Fromentières         | Fromentières, Longuefuye                                                   | Gennes-Longuefuye (comm. dél. de Longuefuye)                         |

### Climat
Pour des articles plus généraux, voir Climat des Pays de la Loire et Climat de la Mayenne.
En 2010, le climat de la commune est de type climat océanique altéré, selon une étude du CNRS s'appuyant sur une série de données couvrant la période 1971-2000. En 2020, Météo-France publie une typologie des climats de la France métropolitaine dans laquelle la commune est exposée à un climat océanique et est dans la région climatique  Moyenne vallée de la Loire, caractérisée par une bonne insolation (1 850 h/an) et un été peu pluvieux. 
Pour la période 1971-2000, la température annuelle moyenne est de 11,5 °C, avec une amplitude thermique annuelle de 13,9 °C. Le cumul annuel moyen de précipitations est de 724 mm, avec 12 jours de précipitations en janvier et 6,7 jours en juillet. Pour la période 1991-2020, la température moyenne annuelle observée sur la station météorologique de Météo-France la plus proche, sur la commune de Villiers-Charlemagne à 3 km à vol d'oiseau, est de 12,0 °C et le cumul annuel moyen de précipitations est de 767,9 mm,. Pour l'avenir, les paramètres climatiques de la commune estimés pour 2050 selon différents scénarios d'émission de gaz à effet de serre sont consultables sur un site dédié publié par Météo-France en novembre 2022.

## Urbanisme

### Typologie
Au 1er janvier 2024, Ruillé-Froid-Fonds est catégorisée commune rurale à habitat dispersé, selon la nouvelle grille communale de densité à sept niveaux définie par l'Insee en 2022.
Elle est située hors unité urbaine. Par ailleurs la commune fait partie de l'aire d'attraction de Laval, dont elle est une commune de la couronne,. Cette aire, qui regroupe 66 communes, est catégorisée dans les aires de 50 000 à moins de 200 000 habitants,.

### Occupation des sols
L'occupation des sols de la commune, telle qu'elle ressort de la base de données européenne d’occupation biophysique des sols Corine Land Cover (CLC), est marquée par l'importance des territoires agricoles (95,4 % en 2018), en diminution par rapport à 1990 (96,8 %). La répartition détaillée en 2018 est la suivante : 
terres arables (53,6 %), prairies (34,7 %), zones agricoles hétérogènes (7,1 %), forêts (3,2 %), zones urbanisées (1,2 %), mines, décharges et chantiers (0,2 %). L'évolution de l’occupation des sols de la commune et de ses infrastructures peut être observée sur les différentes représentations cartographiques du territoire : la carte de Cassini (XVIIIe siècle), la carte d'état-major (1820-1866) et les cartes ou photos aériennes de l'IGN pour la période actuelle (1950 à aujourd'hui).

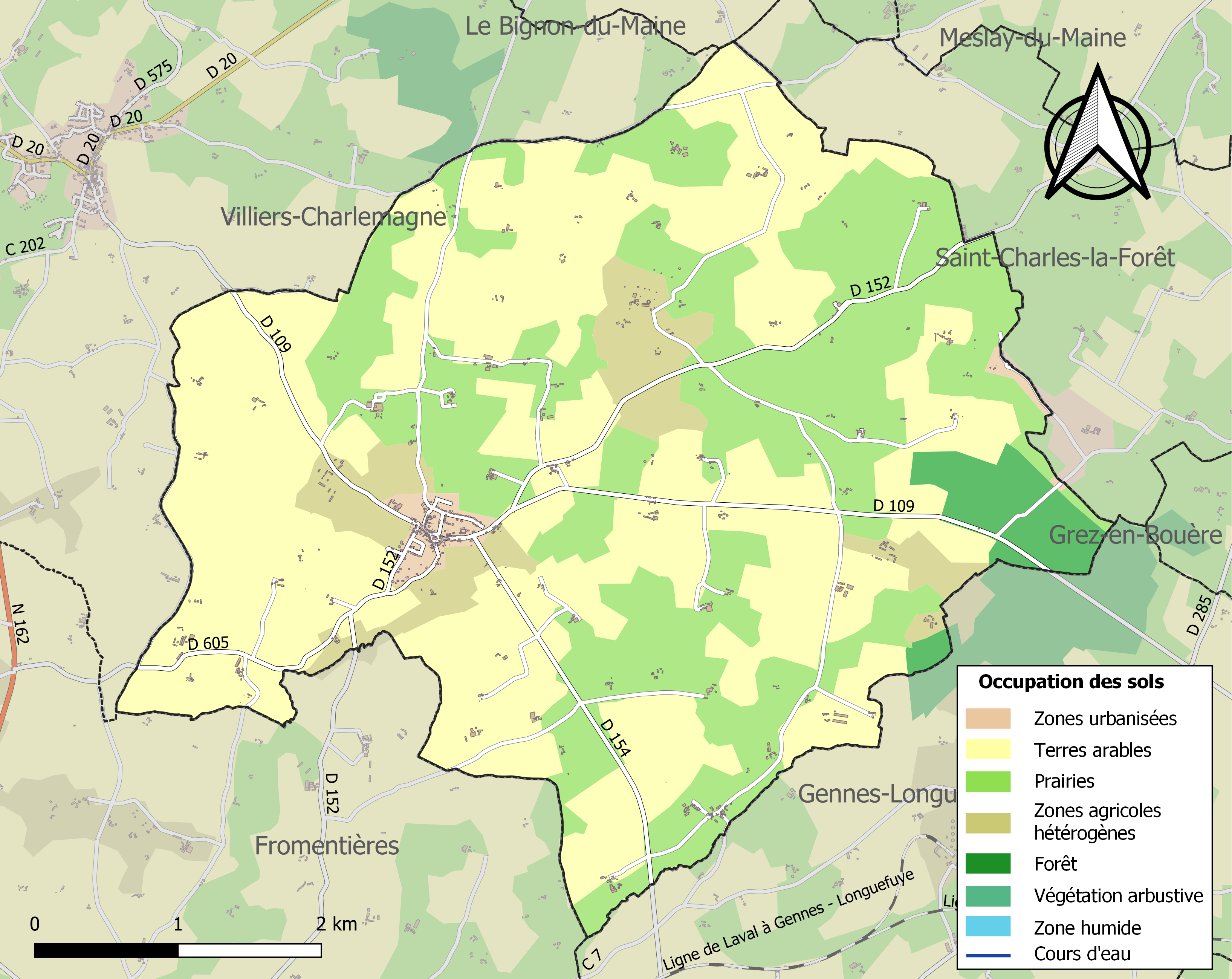
Carte des infrastructures et de l'occupation des sols de la commune en 2018 (CLC).

## Toponymie
Le toponyme est attesté sous la forme de Ruiliaco au IXe siècle. Il serait issu de l'anthroponyme latin Rulius.
Le gentilé est Ruilléen.

## Histoire
La commune faisait partie de la sénéchaussée angevine de Château-Gontier dépendante de la sénéchaussée principale d'Angers depuis le Moyen Âge jusqu'à la Révolution. Originairement appelée Ruillé d'Anjou, la commune absorbe à la fin du XVIIIe siècle le hameau de Froid Fonds (diminutif de Froide Fontaine, écrit par la suite Froidfont puis pour des raisons inconnues Froid Fonds), lui donnant une nouvelle dénomination : Ruillé et Froid Fonds puis Ruillé-Froid-Fonds.
En 1790, lors de la création des départements français, une partie de Haut-Anjou a formé le sud-mayennais sous l'appellation de Mayenne angevine.
La commune acquiert une certaine notoriété fin janvier 2015, à la suite du Prix d'Amérique. En effet, les deux chevaux arrivés en tête sont tous deux entraînés sur la commune : le lauréat Up and Quick y est entraîné par Franck Leblanc, tandis que le deuxième Voltigeur de Myrt y est entraîné par Roberto Donati,.

## Politique et administration
| Période                                  | Période    | Identité             | Étiquette | Qualité                       |
| ---------------------------------------- | ---------- | -------------------- | --------- | ----------------------------- |
| avant 1970                               |            | M. Brec              |           |                               |
| 1977                                     | mars 2001  | Daniel Regereau      |           | Menuisier                     |
| mars 2001                                | avril 2014 | André Rocton         | SE        | Artisan plombier-chauffagiste |
| avril 2014                               | En cours   | Marie-Claude Helbert | SE        | Retraitée                     |
| Les données manquantes sont à compléter. |            |                      |           |                               |

Le conseil municipal est composé de onze membres dont le maire et trois adjoints.

## Démographie
L'évolution du nombre d'habitants est connue à travers les recensements de la population effectués dans la commune depuis 1793. Pour les communes de moins de 10 000 habitants, une enquête de recensement portant sur toute la population est réalisée tous les cinq ans, les populations de référence des années intermédiaires étant quant à elles estimées par interpolation ou extrapolation. Pour la commune, le premier recensement exhaustif entrant dans le cadre du nouveau dispositif a été réalisé en 2005.
En 2022, la commune comptait 575 habitants, en évolution de +1,95 % par rapport à 2016 (Mayenne : −0,73 %, France hors Mayotte : +2,11 %).
Au premier recensement républicain, en 1793, Ruillé-Froid-Fonds comptait 1 086 habitants, population jamais atteinte depuis.
| 1793  | 1800 | 1806  | 1821  | 1831  | 1836  | 1841  | 1846  | 1851  |
| ----- | ---- | ----- | ----- | ----- | ----- | ----- | ----- | ----- |
| 1 086 | 784  | 1 050 | 1 084 | 1 056 | 1 040 | 1 024 | 1 046 | 1 059 |

| 1856  | 1861 | 1866 | 1872 | 1876 | 1881 | 1886 | 1891 | 1896 |
| ----- | ---- | ---- | ---- | ---- | ---- | ---- | ---- | ---- |
| 1 041 | 956  | 980  | 951  | 876  | 925  | 933  | 933  | 932  |

| 1901 | 1906 | 1911 | 1921 | 1926 | 1931 | 1936 | 1946 | 1954 |
| ---- | ---- | ---- | ---- | ---- | ---- | ---- | ---- | ---- |
| 931  | 881  | 879  | 751  | 725  | 753  | 710  | 712  | 645  |

| 1962 | 1968 | 1975 | 1982 | 1990 | 1999 | 2005 | 2006 | 2010 |
| ---- | ---- | ---- | ---- | ---- | ---- | ---- | ---- | ---- |
| 581  | 558  | 487  | 442  | 398  | 436  | 496  | 492  | 501  |

| 2015 | 2020 | 2022 | - | - | - | - | - | - |
| ---- | ---- | ---- | - | - | - | - | - | - |
| 555  | 565  | 575  | - | - | - | - | - | - |

## Culture locale et patrimoine

### Lieux et monuments
- Château et parc du Puy, qui font l'objet d'une inscription au titre des Monuments historiques, la chapelle depuis le 16 juillet 1984, le reste depuis le 3 octobre 1988[24]. Le château et la chapelle sont du XVIIe siècle.
- Église Saint-Gervais-et-Saint-Protais, du XIIe siècle, dont la cloche est classée à titre d'objet aux Monuments historiques[25].
- Église Notre-Dame-de-l'Assomption de Froid-Fonds, du XIIe siècle, dont la cloche est classée à titre d'objet aux Monuments historiques[26].
- Château de Mauvinet.

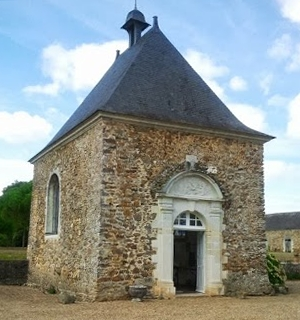
La chapelle du château du Puy.
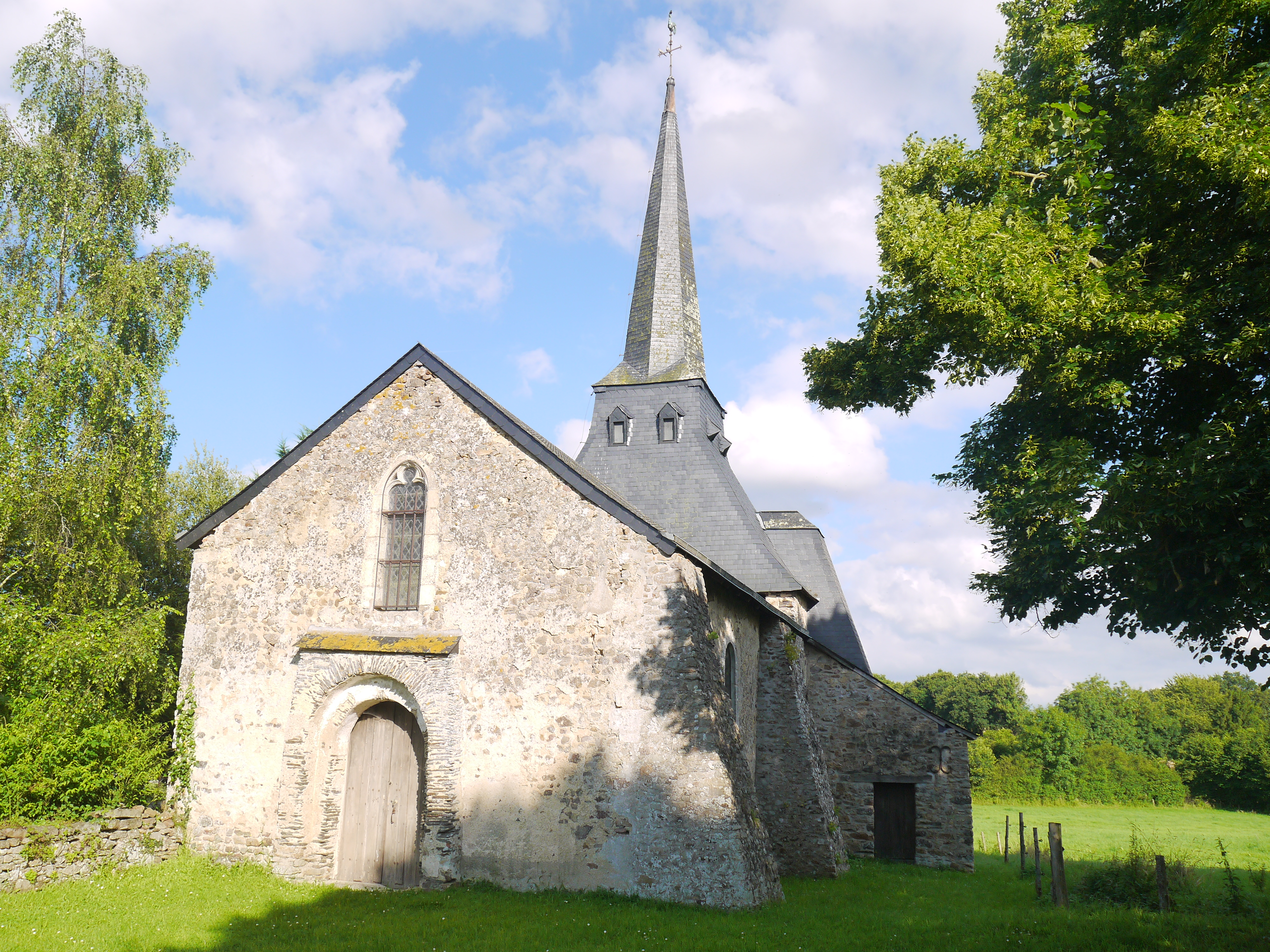
L'église Notre-Dame-de-l'Assomption de Froid-Fonds.
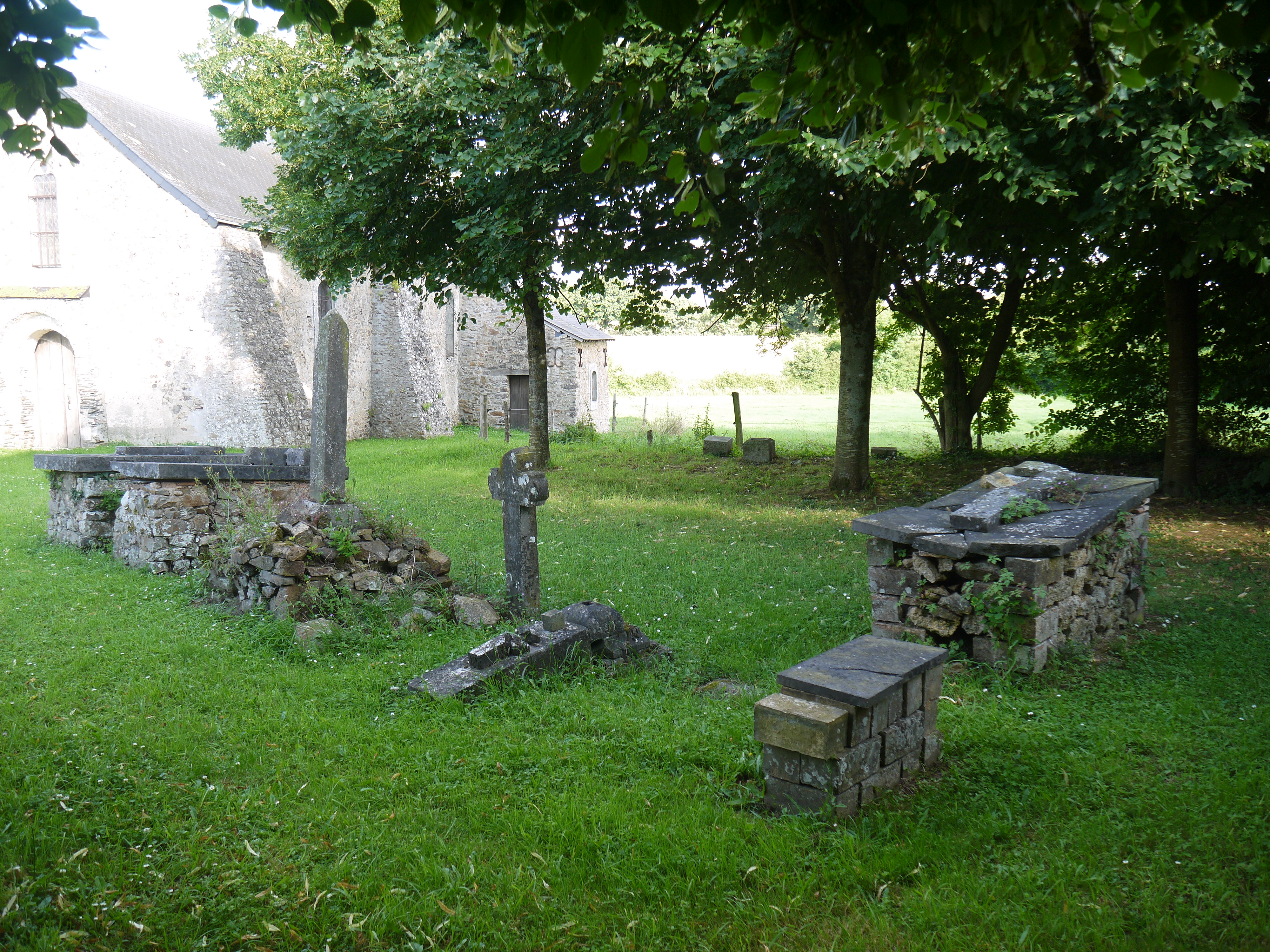
L'ancien cimetière de Froid-Fonds.
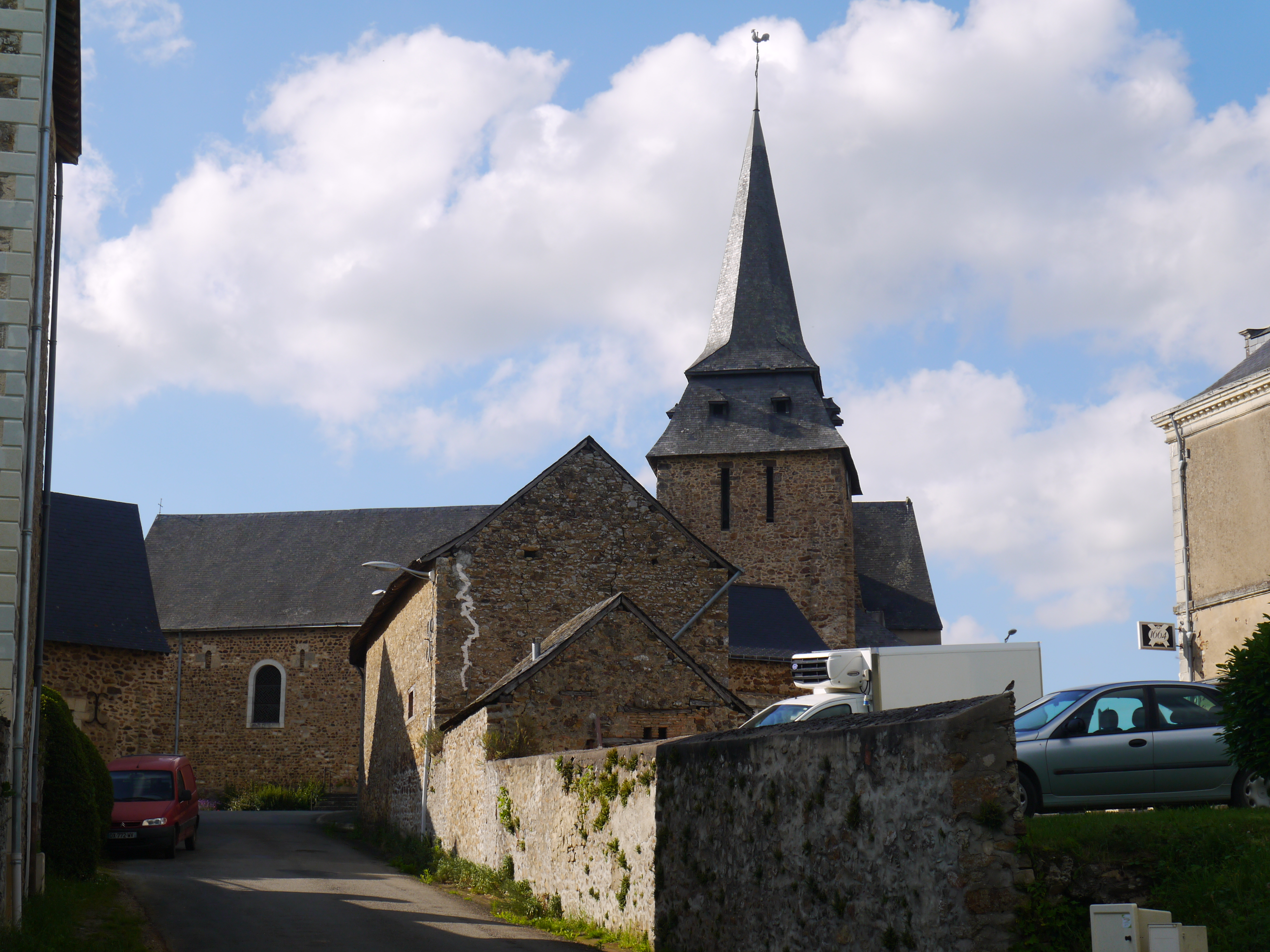
L'église Saint-Gervais-et-Saint-Protais.
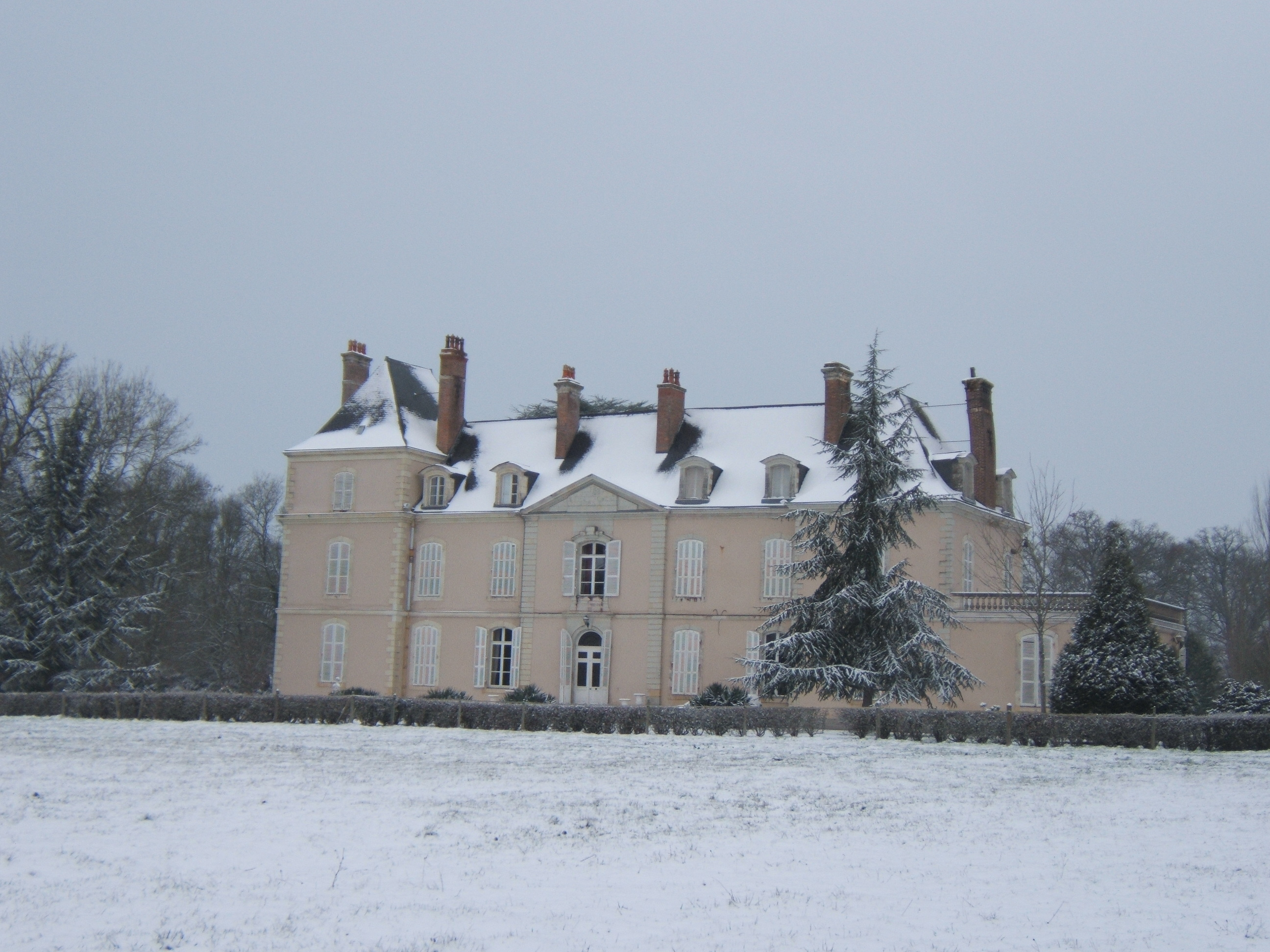
Château de Mauvinet.

### Personnalités liées à la commune
- Franck Leblanc (né en 1971), entraîneur de chevaux de course à Ruillé-Froid-Fonds dont Up and Quick, vainqueur du Prix d'Amérique en 2015.
- Gervais Chardon (1620-1686), théologien originaire de Froid-Fonds.
- Geoffroy de Ruillé (1842-1922), sculpteur animalier, descendant de la famille des comtes de La Planche de Ruillé.
- René François-Primaudière (1751-1816), seigneur de la Primaudière.